# Nelson-Mandela-Statue (London)

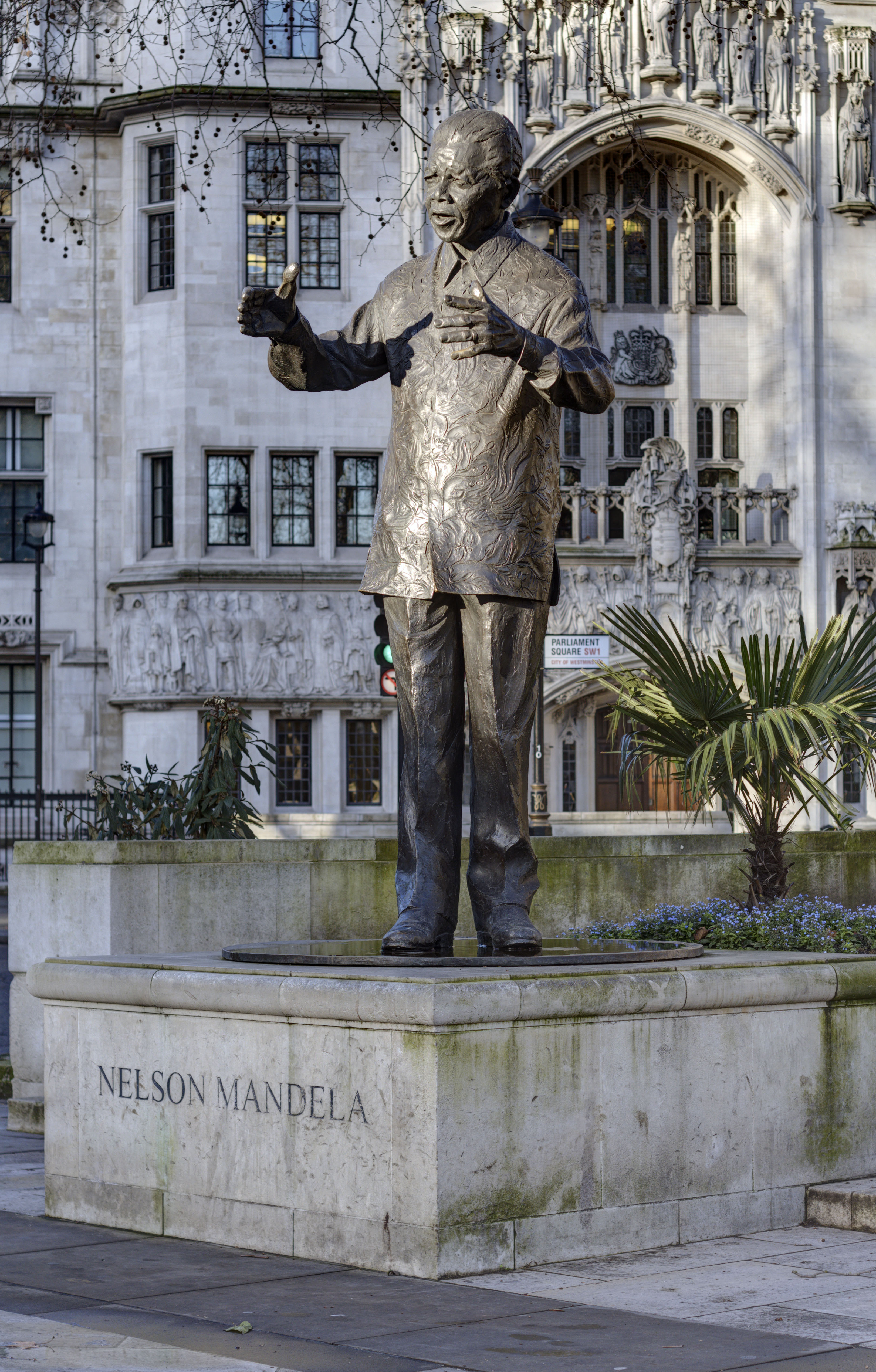

Der vormalige südafrikanische Präsident Nelson Mandela wurde noch zu seinen Lebzeiten in London am Parliament Square mit einem Denkmal geehrt. Es wurde am 29. August 2007 eingeweiht. Zuvor hatte die Stadtverwaltung von Westminster die Aufstellung auf dem Trafalgar Square verweigert. Bei der Einweihung waren neben Nelson Mandela Premierminister Gordon Brown, der Londoner Bürgermeister Ken Livingstone, die Witwe des Anti-Apartheid-Aktivisten Donald Woods und der Regisseur und Aktivist Richard Attenborough anwesend.
Der Bildhauer ist Ian Walters.